# Zhang Sanfeng

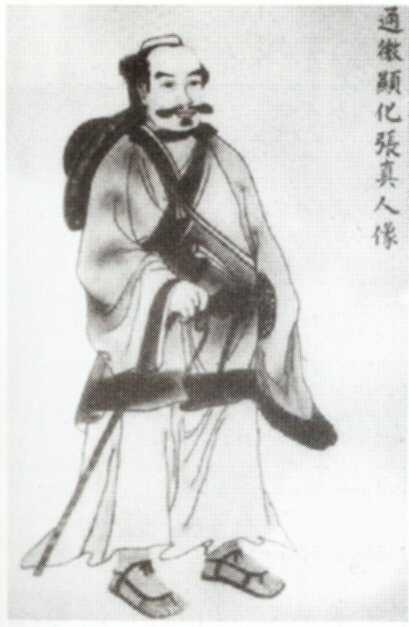
Zhang Sanfeng.

Zhang San Feng (en chino: 張三丰, pinyin: Zhāng Sānfēng, Wade-Giles: Chang San Feng) fue un famoso maestro filósofo taoísta chino experto en artes marciales y acupuntura, nació alrededor del 1270 durante la dinastía Song. Se dice que fue un hombre de dos metros de altura, que erraba por las montañas de China con prendas viejas. Practicó por mucho tiempo el Kung Fu del Monte Wudang, influyendo también en el estilo del templo Shaolin.

## Biografía-leyenda
Zhang quería desesperadamente inventar un sistema marcial basado sobre los conocimientos del cuerpo y de la energía (Qi). Inventó su sistema, basado sobre el taoísmo, cuando tenía más o menos 30 años, a inicios del 1300, como una expresión corpórea de esta filosofía.
Zhang y dos amigos suyos acupuntores intentaron descubrir cuales efectos se habrían obtenido estimulando los puntos de presión con la acupuntura de manera no convencional. Ellos ya sabían, porque lo habían probado o por error, que si se molestan demasiado ciertos puntos o si la aguja penetra demasiado profundamente, las personas podían enfermarse por causa del detenimiento del Qi y este desequilibrio podía llevar las personas hasta a la muerte.
Zhang San Feng buscaba un enfoque todavía más científico para saber exactamente cómo reaccionaba cada parte del cuerpo si era golpeada, sometida a torsión o aplastada violentamente y una cosa todavía más importante, como reaccionaban los otros puntos si se usaban en serie sobre el sistema energético del cuerpo.
Entonces intentaron experimentar estos conocimientos sobre los prisioneros, corrompiendo a los guardias carcelarios para procurarse personas humanas para sus experimentos. Se debe tener presente que en ese período histórico, en China, los prisioneros eran tratados sin ningún respeto y era usual que se vendieran a quien ofrecía la justa compensación. Sabemos que el arte mortal del Dim Mak (Punto mortal) es el fruto de estos experimentos conducidos por Zhang San Feng.
Zhang San Feng no quería que sus descubrimientos acabaran en las manos de otras personas que pudieran utilizar este excelente sistema de manipulación del Qi contra de él o alguno de sus amigos, además no quería que otros se jactaran de haber inventado un sistema tan excelente, entonces Zhang San Feng empezó a codificar esta serie de movimientos que habrían actuado como una enciclopedia para enseñar a sus hijos, a los estudiantes más buenos y a las generaciones futuras, lo que cada punto del cuerpo representaba en el arte del combate.
En el monasterio del monte Wudang, Zhang descubrió que necesitaba de muchas series de movimientos para describir los varios grupos de puntos en el cuerpo y además entendió exactamente cuales movimientos actuaban sobre los meridianos y como consecuencia sobre cuales órganos.
La primera combinación tenía 13 movimientos o posiciones fundamentales en un ejercicio discontinuo:
- Ocho como los trigramas que definen, según el taoísmo, los movimientos de la naturaleza.
- Cinco como los elementos en que, según el taoísmo, se divide la naturaleza.

Lo que proyectó finalmente fue una serie de doce sucesiones de movimientos llamadas formas (en chino: tao lu 套路, en japonés: kata 型). Cada serie venía estudiada para trabajar sobre un meridiano de la acupuntura, como por ejemplo el meridiano del bazo que actúa sobre el humor. Cada serie trabajaba sobre todos los doce meridianos más importantes de la acupuntura y sobre ocho meridianos extra; de todos modos, cada una de las 12 formas tiene una acción principal sobre un meridiano. 
Zhang llegó hasta el punto de entender no solo sobre cual órgano o meridiano la forma actuaba, sino hasta la relación que tenía con el estado emotivo producido por cada serie. Y así hoy tenemos su sexta forma que trabaja sobre nuestro «Yo interior» y a veces puede mover o hacer resurgir emociones indeseadas. Actúa particularmente sobre el corazón y cuando viene es seguida correctamente, tiene un efecto sorprendente sobre las emociones y puede ayudar a resolver también problemas sumergidos desde hace años.
Uno de los mejores estudiantes de Zhang San Feng, Wang Tsung-yeuh era un estudioso y transcribió lo que había aprendido. Este tratado se mantuvo en secreto y se pasó solo dentro de su familia. Afortunadamente, según algunos estudiosos, un día ese documento fue encontrado casualmente por un hombre llamado Yang Luchan, conocido como el fundador del Taijiquan estilo Yang.

## El mito
Una leyenda popular dice que todavía niño Zhang San Feng fue mandado por sus padres que eran muy pobres al monasterio budista Shaolin para que se hiciera monje. A los quince años dejó el monasterio en busca de nuevos maestros. Encontró el divino e inmortal Dragón de Fuego que le enseñó el arte taoísta del recoger, cultivar y hacer circular el soplo vital. Su aspecto mutó: La cabeza parecía la de una tortuga, los huesos eran ligeros como los de una grulla, crecieron las orejas y los ojos centelleaban. Cualquiera que fuesen las condiciones climáticas, vestía un traje de cáñamo y sandalias de paja.
Sin pararse nunca erró por las montañas, refugio de los taoístas ermitaños, donde durmió por un mes entero en el monasterio del Altar de Oro sin despertarse nunca. Así lo metieron en un ataúd pero salió de él antes de que lo encerraran. Ya indiferente al hambre y a la sed se retiró en meditación en una choza que se construyó en un antiguo bosquecillo. 
Desde allí un día vio una grulla y una serpiente desafiarse y se le ocurrió realizar un estilo de lucha que combinase las características de varios animales. Se empeñó en este intento hasta que mirando hacia el fondo de un valle sobre las montañas del Wudang vio algunas hojas que venían levantadas por el viento en una espiral y mirando el cielo vio nubes alrededor de los picos. 
Fue entonces cuando comprendió que no debía apuntar a las capacidades de los hombres y de los animales sino a la fuerza del Tao para realizar un arte marcial que disolviera, desviara y absorbiera las fuerzas opuestas sin intentar someterlas y conquistarlas. Así construyó una ermita sobre las montañas del Wudang donde desarrolló las formas marciales.